# 七套乡
七套乡是中国江苏省盐城市响水县下辖的一个乡。

## 行政区划
七套乡下辖以下行政区：
七套居委会、亭泉村、中心村、甫舍村、三汾村、梅湾村、产旺村、高场村